# Ingrid De Vuyst
Ingrid De Vuyst, née le 11 novembre 1963 à Ninove (province de Brabant), est une artiste peintre, portraitiste, illustratrice, dessinatrice et coloriste de bande dessinée belge néerlandophone.

## Biographie
Ingrid De Vuyst naît le 11 novembre 1963 à Ninove.
Depuis toujours, elle est passionnée par le dessin.
Elle étudie à l'Institut Imelda de Molenbeek-Saint-Jean et elle obtient son diplôme en arts plastiques. Après ses études, elle travaille au département graphique de la chaîne de télévision flamande BRT jusqu'à ce qu'elle s'établisse comme artiste indépendante en 1986. Puis, elle se spécialise en tant que portraitiste et peintre animalier.
Depuis 2009, elle assure la mise en couleur de plusieurs albums d'une série imaginée par Jacques Martin, à savoir Monsieur, Frère du Roi (2009) et L'Apollon de Sang (2012) dans la série Loïs (dessinée par Olivier Pâques) publiés aux éditions Casterman et la réédition remaniée de Pompéi dans la série Les Voyages d'Alix (dessiné par Marc Henniquiau) publiée chez le même éditeur.
Elle pratique de même pour le deuxième album (2010) de la série Médée dessiné par Ersel publié aux éditions Glénat et du deuxième (2013) et du troisième (2015) album de la série Sparte dessinés par Christophe Simon publiés aux éditions Le Lombard. La même année, pour les éditions gerpinnoises TJ, elle met en couleur les planches de Willy Vassaux et Thomas Liera. 
Elle réalise une fresque animalière de 9 m de long pour le restaurant du domaine des Forges de Pernelle à Couvin,.
De 2017 à 2020, elle dessine le triptyque de bande dessinée de western Foudre Bleu sur un scénario de son ami Staf Sunaert publié en auto-édition.
Toujours en compagnie de Staf Sunaert, elle réalise l'artbook Indians and nature en 2021. L'année suivante, elle lance la série Ley dont le premier tome intitulé Volcano est publié de la même sorte que sa première série.
Elle expose ses travaux lors de festivals dont celui de Grammont qu'elle coorganise et dont elle réalise parfois l'affiche ainsi que ceux d'Illzach avec Une vie indienne et Belfort en France ou en galerie comme la Galerie des Bulles à Charleroi.
Elle anime également un atelier artistique pour les moins de 55 ans à Ninove.
En 2023, à l’initiative du Lions Clubs Bruxelles Millénaire, des dessinateurs de bande dessinée dont Ingrid De Vuyst ont décoré des tentes en carton dans le cadre de l'opération Une tente, une vie et pour laquelle une vente caritative est organisée par Drouot.
En outre, elle participe à Spa-Francorchamps Motos publié par Point Image en 2022.

### Vie privée
Elle réside à Ninove en province du Brabant flamand.

## Œuvres

### Albums de bande dessinée

#### Comme coloriste

##### Loïs
- 4. Monsieur, frère du roi, Casterman, Bruxelles, mars 2009
Scénario : Jacques Martin, Patrick Weber - Dessin : Olivier Pâques - Couleurs : Ingrid De Vuyst -  (ISBN 9782203012196)
- 5. L'Apollon de sang, Casterman, Bruxelles, 4 janvier 2012
Scénario : Patrick Weber - Dessin : Olivier Pâques - Couleurs : Ingrid De Vuyst -  (ISBN 978-2-203-02620-9)

##### Les Voyages d'Alix
- 15. Pompéi, Casterman, Bruxelles, octobre 2011
Scénario : Jacques Martin - Dessin : Marc Henniquiau - Couleurs : Andrée Bienfait, Ingrid De Vuyst -  (ISBN 978-2-203-04963-5)

##### Sparte
- 2. Ignorer toujours la douleur[5], Le Lombard, Bruxelles, 28 juin 2013
Scénario : Patrick Weber - Dessin : Christophe Simon - Couleurs : Ingrid De Vuyst -  (ISBN 978-2-8036-3090-5)
- 3. Ne pas craindre la mort[6], Le Lombard, Bruxelles, 27 mars 2015
Scénario : Patrick Weber - Dessin : Christophe Simon - Couleurs : Ingrid De Vuyst -  (ISBN 978-2-8036-3435-4)

##### One shot
- De fer et de sang, TJ Éditions, coll. « History », Gerpinnes, 1er avril 2015
Scénario : Jean-Claude Bourret - Dessin : Willy Harold Williamson - Couleurs : Ingrid De Vuyst -  (ISBN 9782930743134)

##### Médée
- 2. L'Or de Byzance, Casterman, coll. « Ligne d'horizon », Bruxelles, juin 2010
Scénario : Renot - Dessin : Ersel - Couleurs : Ingrid De Vuyst -  (ISBN 978-2-203-02218-8)

##### XV de France
- 1. XV de France - Tome 1[20], TJ Éditions, Gerpinnes, septembre 2015
Scénario : Philippe Glogowski - Dessin : Thomas Liera - Couleurs : Ingrid De Vuyst -  (ISBN 978-2-930743-18-9)
- 2. XV de France - Tome 2, TJ Éditions, Gerpinnes, septembre 2015
Scénario : Philippe Glogowski - Dessin : Thomas Liera - Couleurs : Ingrid De Vuyst -  (ISBN 978-2-930743-22-6)

### Artbook
- Indians and nature, 2021
Scénario : Staf Sunaert - Dessin et couleurs : Ingrid De Vuyst -  (ISBN 9789464365801)